# Alboga
För andra betydelser, se Alboga (olika betydelser).
Alboga (uttalas a-lbo-ga) är kyrkbyn i Alboga socken i Herrljunga kommun i Västergötland.
I byn ligger Alboga kyrka.